# Adjectio
Een adjectio (ook adiectio) of invoeging is een stijlfiguur waarbij aan een woord een klank wordt toegevoegd. De term is afkomstig van het Latijnse adicere en betekent erbij werpen, toevoegen.
Meestal wordt het gebruikt in spreektaal om de uitspraak te vergemakkelijken of na te bootsen. Ook in kindertaal komt men het tegen. In geschreven teksten wordt het vaak gebruikt om met name onverzorgde taal of dialect na te bootsen.
- Ik voel me errug alleen vandaag.
- Hij wasserum.
- eigentlijk

Adjectio kan daarnaast ook in de literatuur door een auteur bewust worden gebruikt. Daarbij ligt de focus op een literair-esthetisch effect. Op die manier kunnen onder meer woordspelingen ontstaan, het metrische schema in de hand worden gewerkt of de tekst een archaïsch karakter worden gegeven.